# Cattleya bicolor
La Cattleya bicolor es una especie de orquídea epífita que pertenece al género de las Cattleya.  

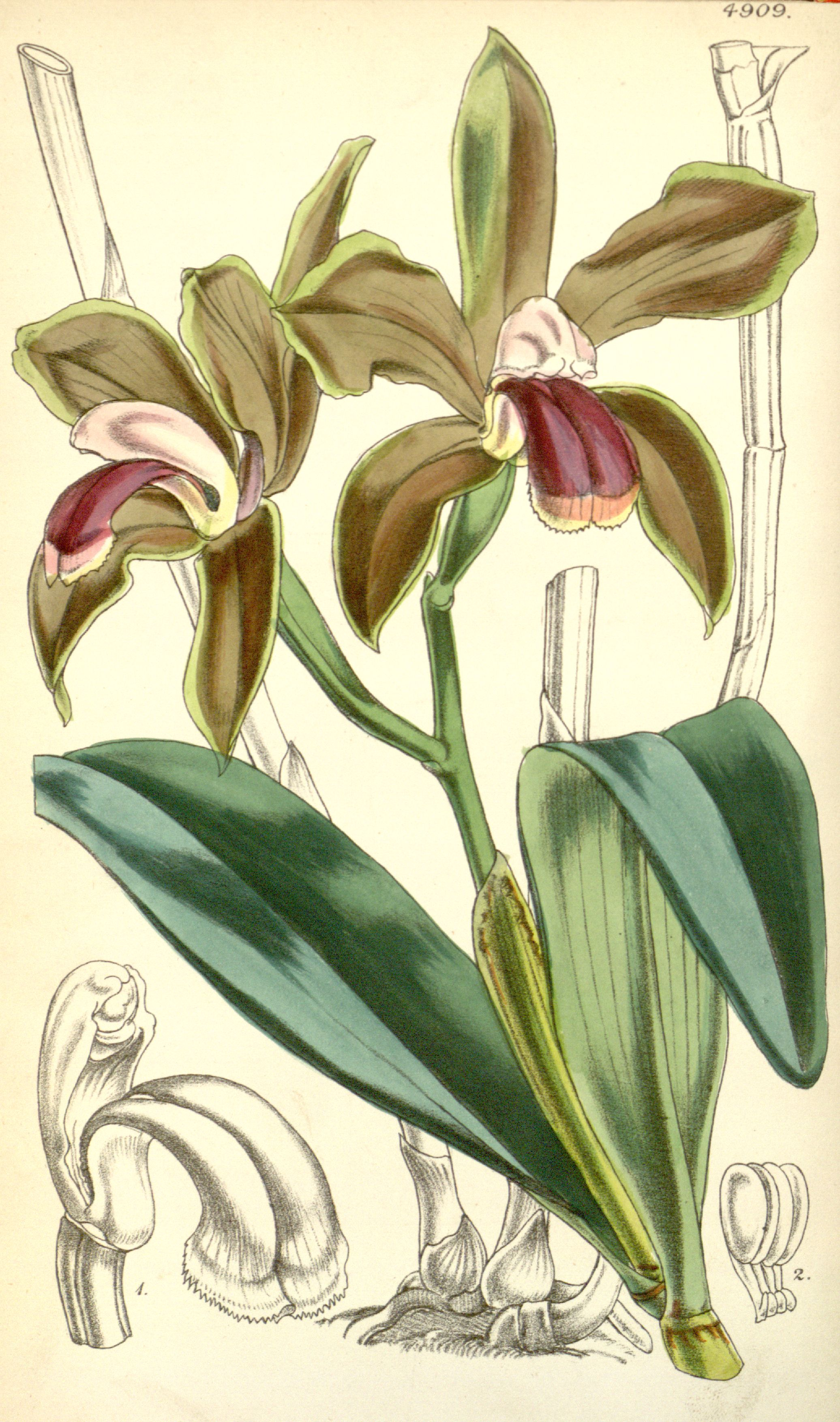
Ilustración

## Descripción
Es una orquídea de tamaño mediano a grande de hábitos crecientes de epífita con largos y delgados pseudobulbos ranurados, agrupados, articulados, que llevan 2 hojas apicales, oblongo-lorate, coriáceas, obtusas. Florece en la primavera y principios del verano y de vez en cuando de nuevo en el otoño en una inflorescencia terminal, corta con 1 a 7 flores con una gran vaina basal que dan lugar a una muy fragante flor de textura pesada,  de larga duración y que no se ve a menudo en hibridación.

## Distribución
Es una especie nativa de Brasil que tiene un tamaño mediano a grande.

## Taxonomía
Cattleya bicolor fue descrita por  John Lindley   y publicado en Edwards's Botanical Register 22: , sub t. 1919. 1836.
Etimología
Cattleya: nombre genérico otorgado en honor de William Cattley orquideólogo aficionado inglés,
bicolor: epíteto latíno que significa "con dos colores".
Variedades aceptadas
- Cattleya bicolor subsp. brasiliensis Fowlie
- Cattleya bicolor subsp. minasgeraensis Fowlie

Sinonimia
- Cattleya dupontii Ruschi
- Cattleya measuresiana (B.S.Williams) Blumensch.
- Epidendrum bicolor (Lindl.) Rchb.f.[1][5][6]